# Robert Knud Friedrich Pilger

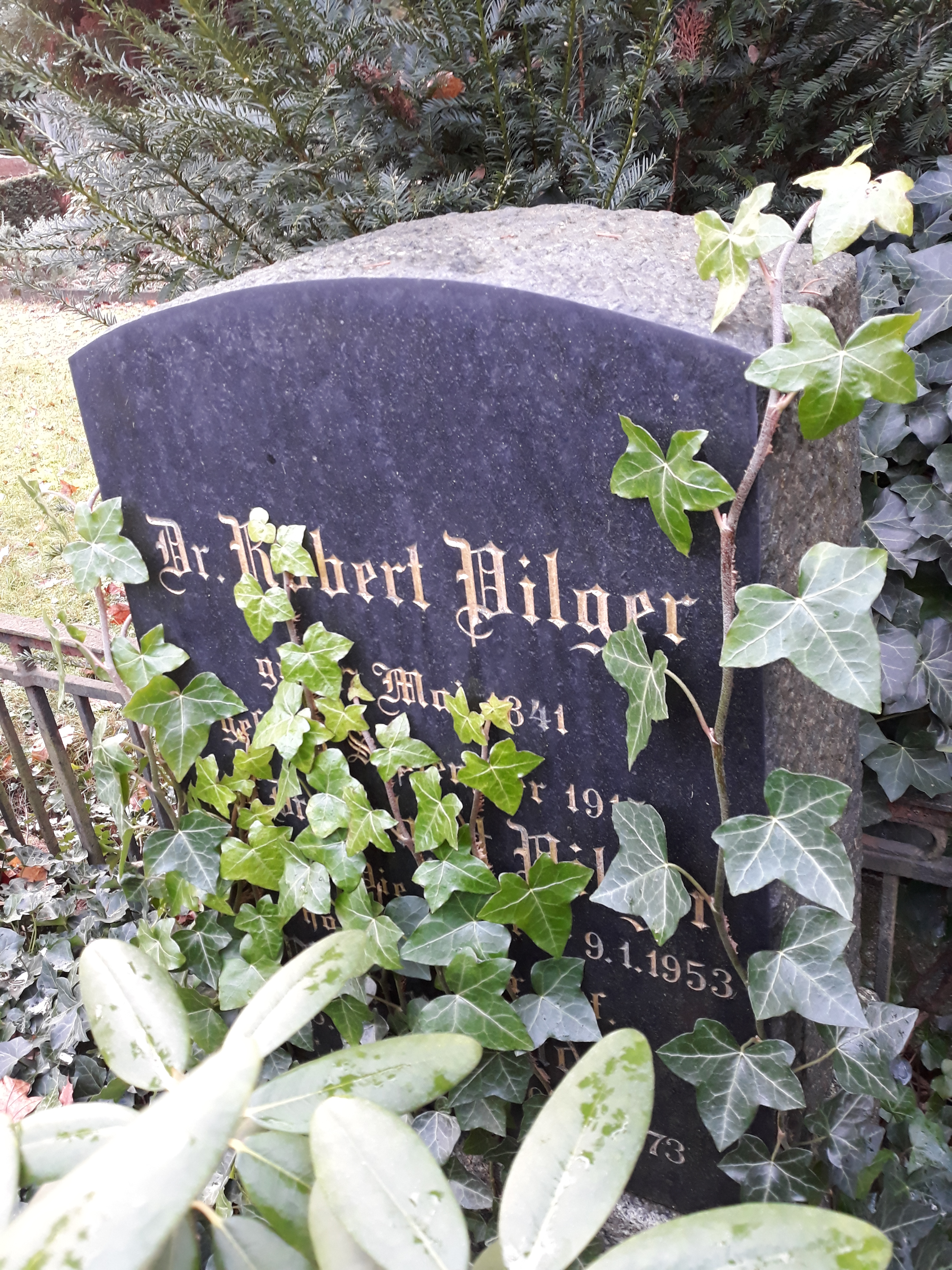
Sepultura de Robert Pilger no cemitério da comunidade da igreja protestante Kaiser Wilhelm Gedächntnis em Berlim-Charlottenburg.

Robert Knud Friedrich Pilger (Helgoland , 3 de julho de 1876 — Berlim, 9 de janeiro de 1953) foi um botânico alemão, que se especializou no estudo das coníferas. Colectou plantas no Mato Grosso, Brasil, e de 1945 a 1950 foi diretor do Jardim Botânico de Berlim-Dahlem.

## Biografia
Roberte Pilger foi filho do farmacêutico Friedrich Wilhelm Robert Pilger (1841-1915), foi primeiro assistente, depois conservador, mais tarde professor e diretor do Jardim Botânico de Berlim, sucedendo a Friedrich Ludwig Emil Diels.
Dirigiu o Jardim Botânico de Berlim após a Segunda Guerra Mundial, de 1945 a 1950, e realizou uma viagem de recolha e investigação à região de Mato Grosso, no Brasil, tendo-se dedicado intensamente à sistemática e morfologia de gramíneas, plátanos, fetos de palmeiras, coníferas e algas marinhas.
Para a obra Das Pflanzenreich de Adolf Engler contribuiu com Taxaceae em 1903, Plantaginaceae em 1937. Para a obra de Engler Die natürlichen Pflanzenfamilien, publicada em conjunto com Carl Prantl, contribuiu com várias secções para a 2ª edição: 1925 Caryocaraceae, Bixaceae, Cochlospermaceae, 1926 Gymnospermae, Cycadaceae, Ginkgoaceae, Coniferae, Taxaceae, Podocarpaceae, Araucariaceae, Cephalotaxaceae, Pinaceae, Taxodiaceae, Cupressaceae, 1930 Mayacaceae, Thurniaceae, Rapateaceae, Phylidraceae, 1935 Santalaceae, 1940 Gramineae-Panicoideae e 1956 Gramineae-Micrairoideae, Eragrostioideae, Oryzoideae, Olyroideae.
O seu túmulo está localizado no Kaiser-Wilhelm-Gedächtnis-Friedhof, em Berlim.

## Homenagens
Os géneros Pilgerodendron Florin (Cupressaceae), Pilgerina Z.S.Rogers, Nickrent & Malécot (família Santalaceae), e Pilgerochloa Eig (Poaceae) são assim designados em sua honra. Também o género de algas Pilgeria Schmidle e o género de fungos Pilgeriella Henn. usaram o seu nome como epónimo.

## Obras
Entre muitas outras obras, é autor das seguintes publicações:
- Pilger, R. 1902. Beitrag zur Flora von Mattogrosso. Engler's Jahrb., XXX.
- Pilger, R. 1922. Über Verzweigung und Blütenstandsbildung bei den Holzgewächsen. In: Bibliotheca botanica. Band 23, 1922.
- Pilger, R. 1926. Phylogenie und Systematik der Coniferae. In: Engler, A., & Prantl, K.A.E. (eds.). Die natürlichen Pflanzenfamilien XIII. Leipzig.
- Pilger, R. 1926. Pinaceae. In: Urban, I. (ed.). Plantae Haitienses III. Ark. Bot. 20 (4): A15: 9-10.
- Pilger, R. 1931. Die Gattung Juniperus L. Mitt. Deutsch. Dendrol. Ges. 43: 255-269.
- Pilger, R. (1926). Phylogenie und Systematik der Coniferae. In: Engler, A., & Prantl, K. A. E. (eds.). Die natürlichen Pflanzenfamilien XIII. Leipzig.